# Lama Anagarika Govinda
Ernst Hoffman, más conocido como Lama Anagarika Govinda (Waldheim, 17 de mayo de 1898-Mill Valley, California, 14 de enero de 1985), fue un escritor budista alemán.

## Biografía
Nació en la ciudad de Waldheim, en la región de Sajonia (Alemania), de ancestros bolivianos. Pasó gran parte de su vida ya como adulto en Sri Lanka, la India y el Tíbet. Estudió y practicó el budismo perteneciente a distintas tradiciones. Inicialmente formó parte de una orden theravada y posteriormente se convirtió en lama, siendo más conocido por el trabajo que realizó en esta etapa, durante la que estuvo por más de veinte años estudiando "a los pies de diferentes maestros” en ermitas y monasterios tibetanos.
Lama Govinda ha constituido un vínculo importante entre Oriente y Occidente. Es el fundador del movimiento budista Arya Maitreya Mandala y escribió varios libros, los cuales han sido publicados en alemán, inglés, francés, portugués, sueco, neerlandés y japonés. El Camino de las Nubes Blancas es su obra más conocida. Volker Zotz fue un discípulo del Lama Anagarika Govinda.
Falleció en Mill Valley (estado de California).

## Obra
Primaria
- Psycho-Cosmic Symbolism of the Buddhist Stupa (1940), Dharma Publishing 1976 edition: ISBN 0-913546-36-4
- Foundations of Tibetan Mysticism (1959), London: Rider, Weiser Books 1969 edition, ISBN 0-87728-064-9
- The Way of the White Clouds (1966), London: Hutchinson, Shambhala 1988 edition: ISBN 0-87773-462-3, reprint: ISBN 0-87773-007-5, Overlook hardcover: ISBN 1-58567-465-6, Overlook paperback: ISBN 1-58567-785-X,  Ebury: ISBN 0-7126-5543-3
- The Psychological Attitude of Early Buddhist Philosophy (1969), Motilal Banarsidass Publisher, 1992 hardcover: ISBN 81-208-0941-6, 1998 edition: ISBN 81-208-0952-1
- Creative Meditation and Multi-Dimensional Consciousness (1976) London: Allen and Unwin
- The Inner Structure of the I Ching, the Book of Transformation (1981), Art Media Resources, ISBN 0-8348-0165-5
- A Living Buddhism for the West (1990), Shambhala, ISBN 0-87773-509-3
- Insights of a Himalayan Pilgrim (1991)
- Buddhist Reflections (1994), Motilal Banarsidass Publisher, ISBN 81-208-1169-0 (collected essays)

Secundaria
- Ken Winkler, 1000 Journeys: The Biography of Lama Anagarika Govinda (1990), Element Books, ISBN 1-85230-149-X
- Volker Zotz: Auf den glückseligen Inseln. Buddhismus in der deutschen Kultur. Theseus, Berlín 2000, ISBN 3-89620-151-4